# 阿武巌夫

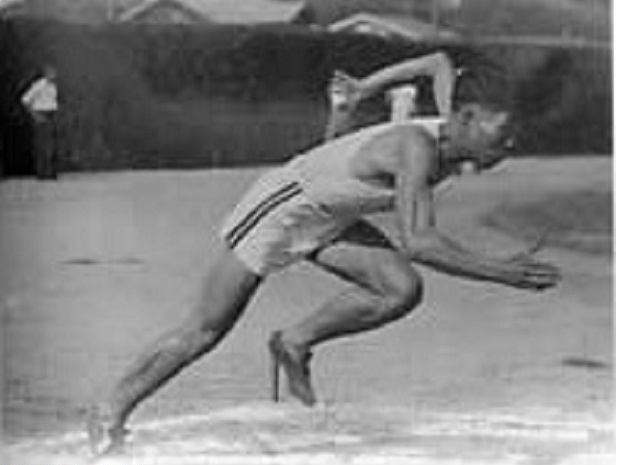
1930年代

阿武 巌夫（あんの いずお、1909年12月2日 - 1939年12月18日）は、日本の男子陸上競技選手。専門は短距離走。山口県出身。

## 経歴
1909年、山口県阿武郡大井村（現・萩市）に、大井八幡宮宮司の子息として生まれる。山口県立萩中学校（現・山口県立萩高等学校）に進学するが、1927年に山口市の私立鴻城中学校（現・山口県鴻城高等学校）に転学した。1928年に京都市で開催された全国中学校大会では100m・200mに優勝した。
1929年、慶應義塾大学に進学。日本陸上競技選手権大会の200mでは1931年と1932年に連覇を達成している。ベストタイムは100mが10秒7、200mが21秒9であった。
在学中の1932年、ロサンゼルスオリンピックに、短距離走の代表として吉岡隆徳らとともに選ばれる。100mは二次予選5位に終わった（レースの詳細は1932年ロサンゼルスオリンピックの陸上競技・男子100mを参照）が、吉岡・南部忠平・中島亥太郎とチームを組んだ4×100mリレーでは第三走者となり、5位入賞を果たした。
1939年、歩兵第42連隊第1中隊陸軍上等兵として出征した日中戦争の南寧作戦中、広西省南寧東北方九塘付近の戦闘（崑崙関の戦いも参照）において中国軍の迫撃砲攻撃により戦死した。
出身地である萩市大井地区では、地元の小中学生が参加する「阿武巌夫記念大井地区子ども駅伝大会」が開催されている。